# Angao
Angao de los Herrera es una localidad perteneciente al municipio de San Lucas, en el estado mexicano de Michoacán. Se encuentra a 7 km de San Lucas. Angao fue fundado en 1780. 

## Toponimia
«Anga» viene del purépecha que significa ‘pueblo’ o ‘lugar elevado’.

## Demografía
Angao cuenta con 706 habitantes, aunque la población está descendiendo debido a la emigración a otros lugares del país o al extranjero, sobre todo a Estados Unidos.

## Economía
La economía es rural, y se basa en la agricultura, ganadería y construcción. Se cosecha: maíz, sorgo, sandía, judía blanca (komba) y mango. La ganadería se basa en la cría de vacas y toros, mulas y burros, cerdos, cabras, iguanas y aves como gallinas, gallos, guajolotes y güilotas.